# Wladimir Tschitschinowitsch Marganija
Wladimir Tschitschinowitsch Marganija (georgisch ვლადიმერ მარღანია, russisch Владимир Чичинович Маргания; * 8. Februar 1928 in Otschamtschire, Abchasische SSR; † 6. September 1958 in Asjubscha bei Otschamtschire) war ein sowjetischer Fußballtorhüter.

## Leben und Karriere
Wladimir Marganija wurde 1928 im abchasischen Otschamtschire geboren. Das professionelle Fußballspielen begann er bei Dinamo Suchum, für dessen erste Mannschaft er 1945 auflief. Im Folgejahr wurde er vom Erstligisten Schachtjor Stalino (heute Schachtar Donezk) verpflichtet, kam in der ganzen Saison jedoch nur zu fünf Einsätzen in der ersten Mannschaft.
1947 wechselte Marganija dann zu Dinamo Tiflis. Dort wurde er nach einiger Zeit schließlich zum Stammtorhüter. 1952 erhielt er die Ehrenauszeichnung „Verdienter Meister des Sports der UdSSR“, 1951 und 1953 wurde er mit seinem Club sowjetischer Vizemeister. In seinen letzten drei Spielzeiten in Tiflis wurde er allerdings immer mehr in die Rolle eines Reservisten zurückgedrängt.
Am 6. September 1958 kam Marganija im Alter von 30 Jahren bei einem Autounfall nahe seiner Heimatstadt Otschamtschira ums Leben.